# Шарль Матісен
Шарль Матісен (норв. Charles Arthur Mathiesen; 12 лютого 1911, Драммен — 7 листопада 1994, Драммен) — норвезький ковзаняр, Олімпійський чемпіон, чемпіон Європи, рекордсмен світу.
У 1933 році Шарль Матісен вперше виступив на чемпіонаті світу і був восьмим. У 1934 році Матісен посів друге місце в багатоборстві на чемпіонаті Норвегії. На чемпіонатах Норвегії він шість разів був срібним призером, і жодного разу першим.
Ковзанярська кар'єра Матисена тривала з 1930 по 1948 роки з перервою на час Другої світової війни. Найвищим досягненням Матісена стала золота медаль на дистанції 1500 метрів на Зимових Олімпійських іграх 1936 року в Гарміш-Партенкірхені. Другим на цій дистанції був Івар Баллангруд, який виграв всі інші дистанції.
У 1938 році в Осло Матісен виграв звання чемпіона Європи в багатоборстві.
3 березня 1940 року Матісен встановив світовий рекорд на дистанції 10000 метрів — 17: 01,5.
У 1948 році Матісен брав участь в Зимових Олімпійських іграх 1948 року в Санкт-Моріці. Він вийшов на старт забігу на 5000 метрів, але не закінчив дистанцію через проблеми з диханням на високогір'ї.